# Bobby Jindal

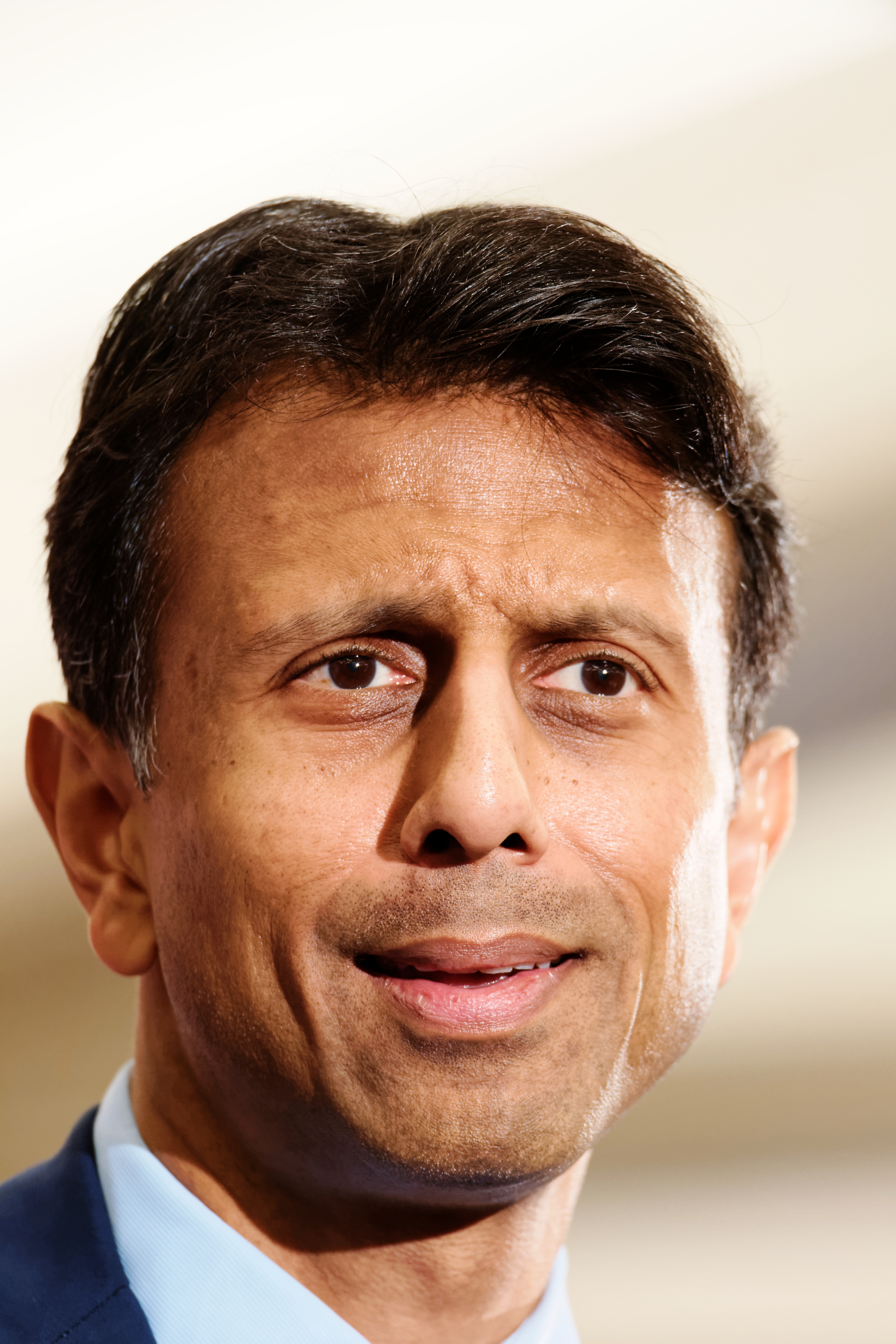
Bobby Jindal (2015)

Piyush „Bobby“ Jindal (* 10. Juni 1971 in Baton Rouge, Louisiana) ist ein amerikanischer Politiker der Republikanischen Partei. Jindal war von Januar 2008 bis Januar 2016 Gouverneur des Bundesstaates Louisiana. Er bewarb sich im Sommer 2015 erfolglos für die Nominierung seiner Partei in der Vorwahl der US-Präsidentschaftswahl 2016. Nach einer kurzen Tätigkeit in der Privatwirtschaft hatte Jindal ab 1996 in verschiedenen öffentlichen Ämtern gedient und war 2005 bis 2007 für Louisiana Mitglied des US-Repräsentantenhauses.

## Familie, Ausbildung und Beruf
Jindal ist der Sohn einer hinduistischen Familie indischer Abstammung; sein Vater Amal stammt aus der nordindischen Region Punjab, wo seine der Kaste der Bania angehörigen Eltern ein kleines Lebensmittelgeschäft betrieben. Amal studierte Ingenieurwesen und heiratete 1969 Raj, eine Doktorin der Physik; gemeinsam wanderten sie 1971 kurz vor Geburt des ersten Sohnes in die Vereinigten Staaten aus, wo Amal ein Stipendium für die Louisiana State University antrat. Die Eltern arbeiteten als Ingenieur bzw. in der Datenverarbeitung der Staatsverwaltung. Ihr Sohn ließ sich bereits als Kind – nach einem Charakter aus der TV-Serie The Brady Bunch – „Bobby“ nennen und konvertierte an der Baton Rouge High School zum Katholizismus, ließ sich später taufen und macht seine Herkunft öffentlich kaum zum Thema.
Bobby Jindal besuchte ab 1988 die Brown University in Providence (Rhode Island), die er in den Fächern Biologie und Politik abschloss. Danach erwarb er den Master in Politikwissenschaft als Rhodes-Stipendiat am New College der University of Oxford.

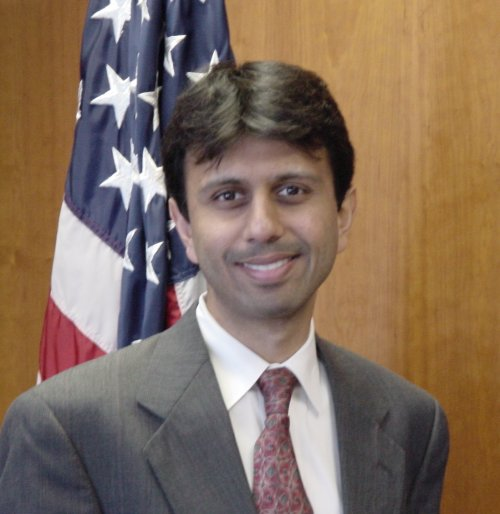
Jindal als Beamter im US-Gesundheitsministerium (2001)

Ab 1994 arbeitete Jindal als Unternehmensberater für einige der umsatzstärksten Firmen (Fortune Global 500) bei McKinsey & Company. 1996 trat er in den öffentlichen Dienst ein, als er Minister Louisianas („secretary“) für Gesundheit und Krankenhäuser wurde. In diesem Amt gelang es ihm, die Verluste des öffentlichen Gesundheitssystems in Höhe von 400 Millionen US-Dollar durch Kürzungen in einen Gewinn umzuwandeln. 1998 wurde er Geschäftsführer der „National Bipartisan Commission on the Future of Medicare“, einer überparteilichen Kommission befasst mit der US-weiten Gesundheitspolitik. Nach Abschluss dieser Arbeit wurde Jindal Präsident der Behörde, die für die sekundäre Bildung Louisianas verantwortlich ist („University of Louisiana System“). Berufen von Präsident George W. Bush, arbeitete Jindal von 2001 bis 2003 als Leiter der Abteilung für Planung und Auswertung („Assistant Secretary of Planning and Evaluation“) des US-Gesundheitsministeriums.
1997 heiratete er Supriya Jolly, mit der er drei Kinder hat.

## Politische Laufbahn
Jindal bewarb sich bei der Gouverneurswahl in Louisiana im November 2003 erstmals um ein politisches Amt. Der als republikanisches „Wunderkind“ gefeierte 32-Jährige unterlag dabei jedoch der Demokratin Kathleen Blanco mit vier Prozentpunkten Rückstand, nachdem er in Umfragen und im ersten Wahlgang geführt hatte. Diese Entwicklung ist teilweise damit begründet worden, dass Jindals Kürzungen in der Gesundheitsverwaltung als Politik auf dem Rücken der Armen dargestellt wurden, was bei weniger wohlhabenden, schlecht ausgebildeten Wählern, vor allem Weißen im Norden des Bundesstaates, auf Resonanz gestoßen sei.
Im November 2004 trat Jindal bei der Wahl zum US-Repräsentantenhaus an und erreichte erstmals einen Sieg in einer politischen Abstimmung. Er gewann das Mandat für den 1. Kongresswahlbezirk von Louisiana und vertrat diesen von 2005 bis 2007 im US-Repräsentantenhaus. Bei der Kongresswahl im November 2006 wurde er mit 88 Prozent der Stimmen im Amt bestätigt. Im Kongress gehörte er den Ausschüssen für Ausbildung und Arbeit, innere Sicherheit und natürliche Ressourcen an.

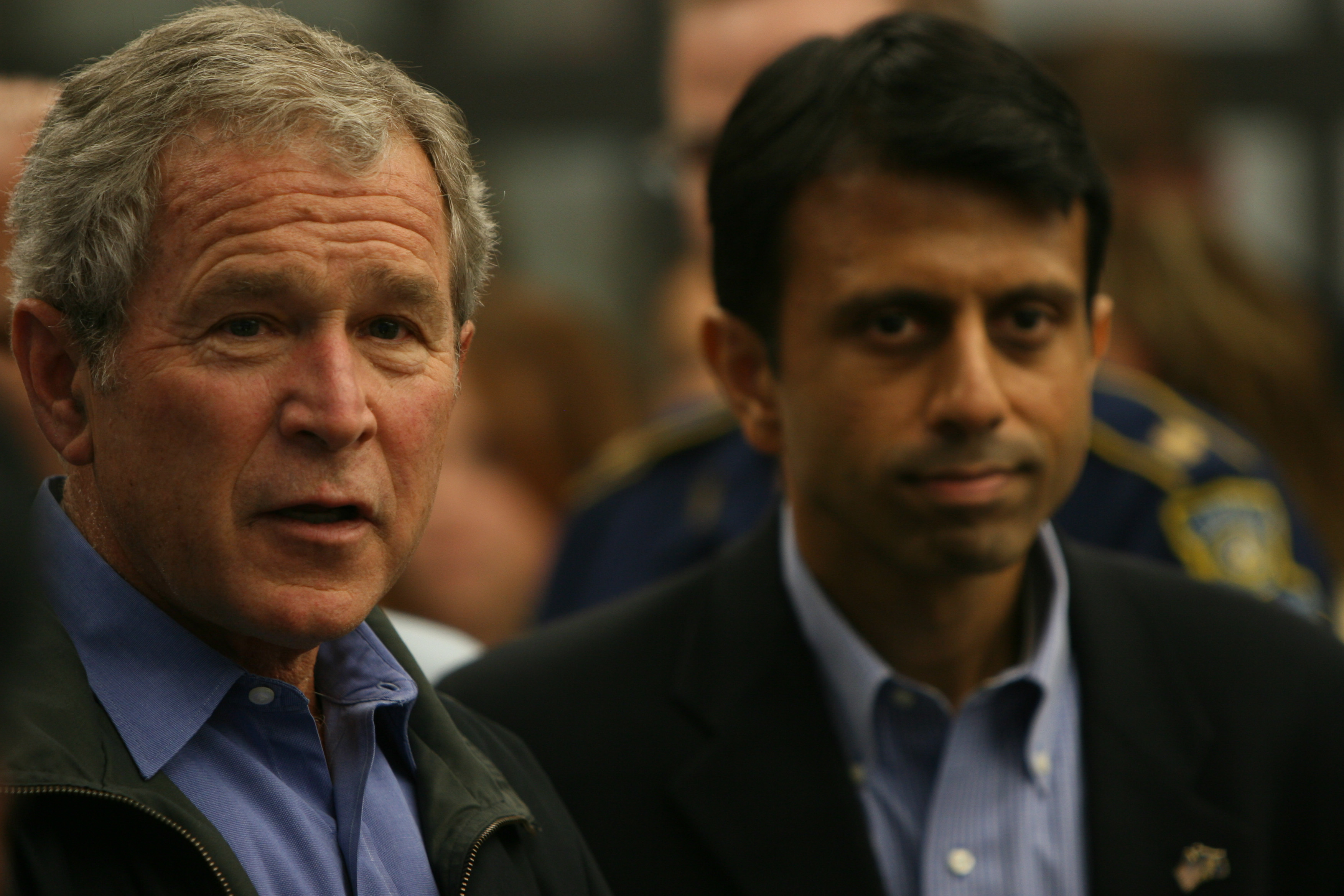
Jindal mit Präsident George W. Bush (2008)

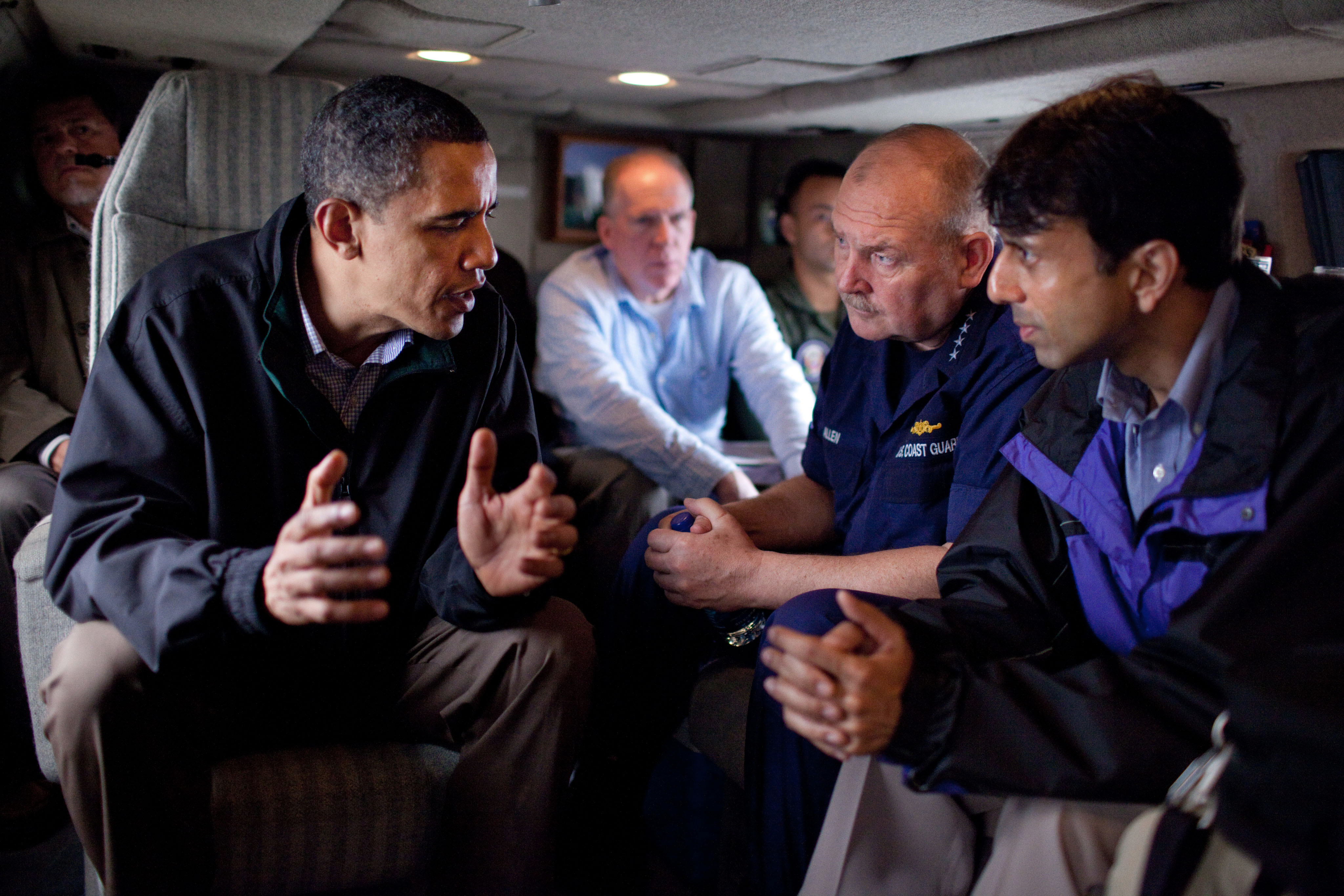
Jindal mit Präsident Barack Obama und dem Leiter des Krisenstabes Thad W. Allen während der Ölpest im Golf von Mexiko 2010

Am 20. Oktober 2007 gewann Jindal die Gouverneurswahl in Louisiana mit 54 Prozent der Stimmen und trat dieses Amt am 14. Januar 2008 als Jüngster überhaupt und erster Nicht-Weißer seit Pinckney Benton Stewart Pinchback 1873 an. Jindal war zudem der erste Gouverneur eines US-Bundesstaates mit indischer Abstammung. Nach der Flutkatastrophe durch den Hurrikan Katrina, die eine Massenemigration junger und gebildeter Einwohner hervorgerufen und Louisiana ökonomische und demographische Schwierigkeiten hinterlassen hatte, galt der aufstrebende, als politisches Talent von nationalem Rang geltende Jindal als Hoffnungsträger, der sich vom Klientelismus und den häufigen Skandalen der regionalen politischen Elite abhob. Als erstes Gesetz führte Jindal – entsprechend seinem zentralen Wahlversprechen – nach wenigen Tagen im Amt umfassende neue Ethikregeln für die dortigen Politiker ein, die als die korruptesten der Vereinigten Staaten bekannt waren, deren Wirksamkeit jedoch in den Folgejahren bezweifelt wurde.
Im Oktober 2011 wurde Jindal mit 65 Prozent der Stimmen wiedergewählt.
Einige Medien spekulierten darüber, ob Jindal von John McCain, dem republikanischen Kandidaten für die Präsidentschaftswahl 2008, zum Running Mate und damit zum Kandidaten für das Amt des Vizepräsidenten berufen würde; während McCain als zentristischer Kandidat galt, hätte Jindal das rechte und religiöse Spektrum abdecken können. Dazu kam es nicht; McCain verlor in der allgemeinen Wahl gegen Barack Obama. Als der republikanische Kandidat bei der folgenden Wahl, Mitt Romney, im November 2012 wiederum gegen Obama verloren hatte, wurde Jindal in den Medien als möglicher nächster Kandidat gehandelt. So erschien im selben Monat ein Artikel über Jindal im Time Magazine mit dem Titel „2016: Let’s Get The Party Started“.
Im ersten Halbjahr 2013 ging laut Umfragen die Zustimmung zu Jindal in Louisiana deutlich zurück, und es gelang ihm auch in den folgenden beiden Jahren nicht, seine Umfragewerte deutlich zu verbessern. Nachdem der Haushalt des Bundesstaates in große Schwierigkeiten geraten und Jindal gezwungen war, sein Versprechen, die Steuern nicht zu erhöhen, aufzugeben, erklärten sich im November 2015 nur noch 20 Prozent der Einwohner des Bundesstaats mit Jindals Amtsführung zufrieden, unzufrieden waren sogar 55 Prozent der Anhänger der Republikaner.

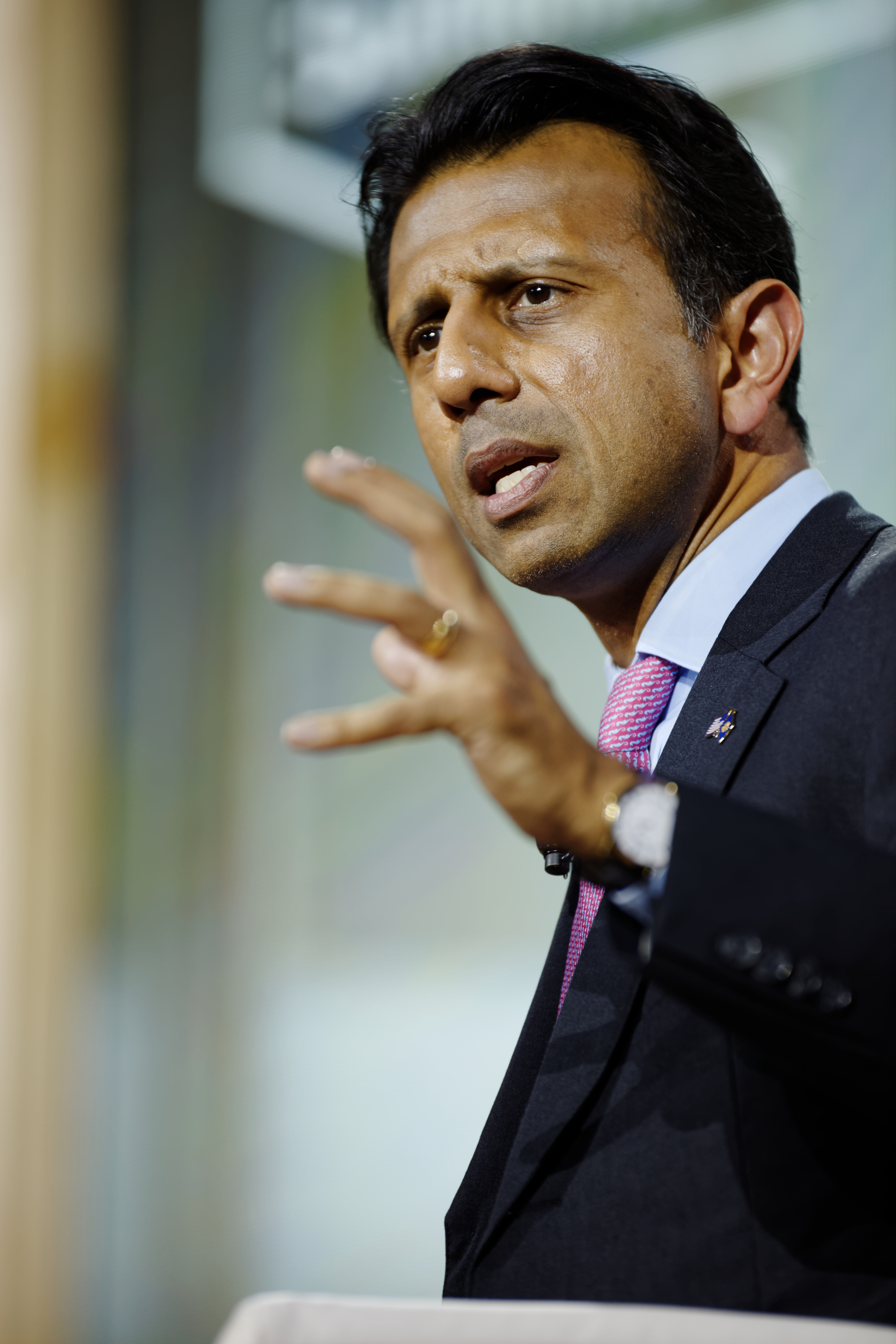
Jindal bei einer Veranstaltung während seiner US-Präsidentschaftskandidatur im wichtigen Vorwahlstaat New Hampshire (2015)

Jindal kündigte im Juli 2015 an, sich um die Nominierung der Republikaner für das Amt des US-Präsidenten zu bewerben. Seine Umfragewerte im dichtgedrängten Bewerberfeld von zeitweilig 17 Kandidaten blieben stets im einstelligen Prozentbereich; Mitte November 2015 gab er seinen Ausstieg aus der Vorwahl bekannt. Die Politikwebsite FiveThirtyEight analysierte, Jindals Kandidatur sei an ihren Widersprüchen gescheitert: Einerseits habe Jindal als einziger Kandidat durch detaillierte, ernsthafte Konzeptionen etwa zur Gesundheitspolitik versucht, das Partei-Establishment hinter sich zu versammeln, auf der anderen Seite habe er durch markige Worte an die rechtskonservative religiöse Basis zu appellieren versucht, was ihm weder ausreichende Finanzen noch Wähler-Unterstützung eingebracht habe.
Für die Gouverneurswahl im Oktober und November 2015 war Jindal wegen Amtszeitbegrenzung von einer weiteren Kandidatur ausgeschlossen. Seine Gouverneurszeit endete am 11. Januar 2016 mit der Vereidigung seines Nachfolgers, des Demokraten John Bel Edwards. Während die meisten politischen Kommentatoren für die Amtszeit des bis zuletzt unpopulären Jindal – mit einer Zustimmung von etwa 20 Prozent war nur der skandalumgebene Gouverneur Sam Brownback zur gleichen Zeit unbeliebter – eine negative Bilanz zogen, lobte die größte Tageszeitung des Bundesstaats, The Advocate, Jindal habe die früher theatralische politische Kultur Louisianas verändert und dem Bundesstaat bundesweite und internationale Statur sowie wirtschaftlich Investitionen verschafft, auch wenn seine radikalen Haushaltskürzungen eher dem Kalkül der republikanischen Präsidentschaftsvorwahl als dem Wohl der Bürger gedient hätten. Jindal selbst sah seine Entscheidungen im Rückblick als richtig an und stellte besonders die Veränderungen im Bildungssystem – er hatte unter anderem Bildungsgutscheine eingeführt – heraus. Er kündigte an, sich in die Privatwirtschaft zurückzubegeben, schloss aber ein nochmaliges Antreten für ein politisches Amt nicht aus.

## Politische Standpunkte
Politisch vertritt Jindal konservative Positionen. Fiskalpolitisch plädiert er entsprechend der republikanischen Parteilinie für weniger Steuern, weniger Ausgaben und weniger Schulden. Er ist entschiedener Abtreibungsgegner, selbst bei Vergewaltigung, Inzest, oder die Gesundheit der Mutter bedrohenden Schwangerschaften (Pro-Life). Allerdings befürwortet er postkoitale Empfängnisverhütung bei Vergewaltigungen und medizinische Eingriffe um das Leben der Mutter zu retten, auch wenn dies zu einer Abtreibung führt. Des Weiteren steht er der Stammzellforschung ablehnend gegenüber, lehnt Einschränkungen des Rechts auf Waffenbesitz ab und genießt die Unterstützung der einschlägigen Interessengruppen wie des National Right to Life Committee und der Vereinigung Gun Owners of America.
Jindal wurde wegen seiner Zustimmung zur Aufhebung des Moratoriums für Offshore-Bohrungen nach Öl und Gas vor der amerikanischen Küste von Umweltaktivisten und auch innerparteilich kritisiert und erhielt 2006 für sein Abstimmungsverhalten in Umweltfragen von der League of Conservation Voters eine Übereinstimmung von nur 8 Prozent. Im Juni 2008 unterschrieb Jindal ein Gesetz, das an den Schulen Louisianas die Lehre von sogenannten Intelligent-Design-Theorien erlaubt, weswegen ihn verschiedene Wissenschaftsorganisationen scharf angriffen. Er lehnt außerdem gleichgeschlechtliche Ehen ab. Kurz vor Ende seiner Amtszeit als Gouverneur begnadigte Jindal 21 Personen, insgesamt deutlich weniger als die Gouverneure vor ihm, was ihm Kritik einbrachte, da Louisiana weltweit eine der höchsten Gefangenschaftsraten pro Kopf hat.

## Schriften
Jindal hat in verschiedenen Fachzeitschriften zur Gesundheitspolitik veröffentlicht, darunter im Journal of the American Medical Association. Ein Aufsatz, den er 1994 an der Universität Oxford in einer katholischen Zeitschrift über Teufelsaustreibungen veröffentlichte, wurde in der späteren politischen Auseinandersetzung immer wieder Thema. 2010 veröffentlichte Jindal unter seinem Namen das Buch Leadership and Crisis, das sich mit Jindals Biographie und politischem Wirken beschäftigt.